# Госпођинци
Госпођинци су насеље у општини Жабаљ, у Јужнобачком округу, у Србији. Од Жабља су удаљени 8 km. Према последњем попису из 2022. године село има 3.545 становника. Велику већину чине Срби.

## Географија
Госпођинци су данас типично равничарско, панонско село. Куће су ушорене, окренуте према улици са пространим економским двориштима и баштама. Повезано је асфалтним путем као и железничком пругом са свим већим привредним и културним центрима.

## Историја
Госпођинци као насеље у бачкој жупанији први пут је забележено 1341. године под именом "Boldogasszonyfalva" (Богородичино Село). Помиње се да је угарски краљ Алберт 1440. године ово насеље даровао деспоту Ђурђу Бранковићу. Од 1769. године Госпођинци постају граничарско место у саставу Шајкашког батаљона до 1873. године. Из тих времена остао је шанац (јарак) који се пружа у правцу север-југ као граница Аустрије и Турске. Данашње насеље Госпођинци почело се подизати крајем 18. и почетком 19. века. Изграђено је на десној притоци Јегричке.
Најстарија православна црква била је од меког материјала (черпића) са сводом од плетера. Налазила се на јужној обали "Мале баре", лево од уласка у село, где се (1893) налазила једна кућа породице Локић. Тај храм је као и данашњи био посвећен Св. архиђакону Стефану. По градњи нове цркве, стара је као непотребна била порушена. Садашња православна црква подигнута је 1826-1828. године - на месту где су биле до тада куће граничарских задруга Мише Миркова, Јевте Ћурчића и Мише Пејина, као и млинови Саве и Марка Локића и Јове Васиљева. Било је то у време капелана госпођиначког Јована Степановог. Припреме за градњу су почеле још 1815. године, а постепено су куповане цигле, креч и други материјал. Локација нове цркве је обележена 31. маја 1823. године у присуству батаљонског команданта, пуковника Тимотија Живковића. Саму градњу црквену надзирала су двојица "полира" батаљонских. За ту богомољу се констатује 1893. године, да до тада још "није троносана" тј. освећена. За време грађанског рата 1848-1849. године страдала је та православна црква у месту.
Када се јула 1850. године правио извештај на папир су стављени одштетни захтеви. Госпођинска општина је тражила 20399 ф. 40 новчића одштете за цркву. Али је поверенство нудило много мање: 810 ф. (као код свих места) за црквене утвари, и 7236 ф. за оправку и унутрашњи намештај цркве, што је укупно износило 8046 ф. а то је Ратно министарство у Бечу одобрило.
Госпођиначки командант, капетан Марко Рајчетић је у договору са осталим граничарским компанијским официрима, уредио 1857. године да 68 јутара од општинског пашњака, буде одвојено и дато месној цркви за издржавање.
У Госпођинцима је 29. јула 1872. године тамошња Политичка општина, поклонила Црквеној општини за сва времена 254 аустријска ланца земље. Када се катастарски премеравало испало је да ту има у ствари 264 ланца, земље намењене за издржавање цркве и школе. Била је то заслуга тадашњих званичника - црквеног председника и политичке општине бележника поп Панте племенитог Поповића, и тадашњег општинског кнеза Новака Локића.
У другој половини 19. века број становника у Госпођинцима је растао. То је српско велико село, док је осталих народа врло мало. Тако је 1880. године у месту следеће стање: Срба има 2234, Мађара 40, Немаца 152, Румуна 1, Рутена 71, а "осталих" 91. Укупан број становника је тада 2589 житеља. Деценију потом, број душа је повећан на 2948, највише је порастао број Немаца, а "осталих" више нема. Било је 1890. године пописано 2596 Срба, 56 Мађара, 242 Немца, 6 Румуна, 39 Рутена, 4 Хрвата.
Према православној парохијској статистици у месту на крају 1891. године има: 2571 православац, 254 православна дома, један свештеник, 254 ученика у три основне школе. Само једна школа је српска вероисповедна - једина у Жабаљском протопрезвитерату, а остале су комуналне.
Ратни вихор 1914. и 1941. године није заобишао ни Госпођинце, ни Госпођинчане. Из тог времена и данас се чува у српској православној цркви барјак са 98 плочица — имена добровољаца из Првог светског рата. Борба против фашистичког терора однела је 71. жртву овог малог бачког села.

## Демографија
У насељу Госпођинци живи 3029 пунолетних становника, а просечна старост становништва износи 38,6 година (37,4 код мушкараца и 39,9 код жена). У насељу има 1293 домаћинстава, а просечан број чланова по домаћинству је 3,01 (попис 2002).
Ово насеље је углавном насељено Србима (према попису из 2002. године).
|  |

| Демографија | Демографија | Демографија |
| Година      | Становника  | Становника  |
| ----------- | ----------- | ----------- |
| 1948.       | 3.239       |             |
| 1953.       | 3.305       |             |
| 1961.       | 3.705       |             |
| 1971.       | 3.654       |             |
| 1981.       | 3.817       |             |
| 1991.       | 3.553       | 3.529       |
| 2002.       | 3.896       | 3.992       |

| Етнички састав према попису из 2002.‍ | Етнички састав према попису из 2002.‍ | Етнички састав према попису из 2002.‍ | Етнички састав према попису из 2002.‍ | Етнички састав према попису из 2002.‍ |
| ------------------------------------ | ------------------------------------ | ------------------------------------ | ------------------------------------ | ------------------------------------ |
|                                      |                                      |                                      |                                      |                                      |
| Срби                                 | Срби                                 |                                      | 3.322                                | 85,26%                               |
| Русини                               | Русини                               |                                      | 172                                  | 4,41%                                |
| Роми                                 | Роми                                 |                                      | 151                                  | 3,87%                                |
| Мађари                               | Мађари                               |                                      | 84                                   | 2,15%                                |
| Украјинци                            | Украјинци                            |                                      | 30                                   | 0,77%                                |
| Југословени                          | Југословени                          |                                      | 25                                   | 0,64%                                |
| Хрвати                               | Хрвати                               |                                      | 17                                   | 0,43%                                |
| Словаци                              | Словаци                              |                                      | 13                                   | 0,33%                                |
| Македонци                            | Македонци                            |                                      | 8                                    | 0,20%                                |
| Црногорци                            | Црногорци                            |                                      | 4                                    | 0,10%                                |
| Словенци                             | Словенци                             |                                      | 2                                    | 0,05%                                |
| Румуни                               | Румуни                               |                                      | 2                                    | 0,05%                                |
| Немци                                | Немци                                |                                      | 2                                    | 0,05%                                |
| Муслимани                            | Муслимани                            |                                      | 1                                    | 0,02%                                |
| Албанци                              | Албанци                              |                                      | 1                                    | 0,02%                                |
| непознато                            | непознато                            |                                      | 9                                    | 0,23%                                |

| Година пописа     | 1948. | 1953. | 1961. | 1971. | 1981. | 1991. | 2002. |
| ----------------- | ----- | ----- | ----- | ----- | ----- | ----- | ----- |
| Број домаћинстава | 858   | 921   | 1.068 | 1.153 | 1.218 | 1.165 | 1.293 |

| Број чланова      | 1   | 2   | 3   | 4   | 5   | 6  | 7  | 8 | 9 | 10 и више | Просек |
| ----------------- | --- | --- | --- | --- | --- | -- | -- | - | - | --------- | ------ |
| Број домаћинстава | 266 | 284 | 228 | 312 | 123 | 56 | 16 | 5 | 3 | 0         | 3,01   |

| Пол    | Укупно | Неожењен/Неудата | Ожењен/Удата | Удовац/Удовица | Разведен/Разведена | Непознато |
| ------ | ------ | ---------------- | ------------ | -------------- | ------------------ | --------- |
| Мушки  | 1.590  | 463              | 991          | 73             | 62                 | 1         |
| Женски | 1.623  | 280              | 986          | 293            | 64                 | 0         |
| УКУПНО | 3.213  | 743              | 1.977        | 366            | 126                | 1         |

| Пол    | Укупно                    | Пољопривреда, лов и шумарство | Рибарство                            | Вађење руде и камена | Прерађивачка индустрија       |
| ------ | ------------------------- | ----------------------------- | ------------------------------------ | -------------------- | ----------------------------- |
| Мушки  | 911                       | 303                           | 0                                    | 3                    | 165                           |
| Женски | 420                       | 148                           | 0                                    | 1                    | 48                            |
| УКУПНО | 1.331                     | 451                           | 0                                    | 4                    | 213                           |
| Пол    | Производња и снабдевање   | Грађевинарство                | Трговина                             | Хотели и ресторани   | Саобраћај, складиштење и везе |
| Мушки  | 18                        | 98                            | 84                                   | 20                   | 78                            |
| Женски | 3                         | 6                             | 63                                   | 17                   | 11                            |
| УКУПНО | 21                        | 104                           | 147                                  | 37                   | 89                            |
| Пол    | Финансијско посредовање   | Некретнине                    | Државна управа и одбрана             | Образовање           | Здравствени и социјални рад   |
| Мушки  | 2                         | 23                            | 21                                   | 7                    | 12                            |
| Женски | 5                         | 18                            | 9                                    | 34                   | 33                            |
| УКУПНО | 7                         | 41                            | 30                                   | 41                   | 45                            |
| Пол    | Остале услужне активности | Приватна домаћинства          | Екстериторијалне организације и тела | Непознато            | Непознато                     |
| Мушки  | 48                        | 8                             | 0                                    | 21                   | 21                            |
| Женски | 21                        | 0                             | 0                                    | 3                    | 3                             |
| УКУПНО | 69                        | 8                             | 0                                    | 24                   | 24                            |